# Claire Ellen Max
Claire Ellen Max (nacida el 29 de septiembre de 1946) es una Profesora de Astronomía y Astrofísica en la Universidad de California, Santa Cruz y está afiliada con el Observatorio Lick. Es la Directora del Centro de Óptica Adaptativa en la UCSC. En 1972, recibió su Doctorado en Astrofísica por la Universidad de Princeton, después de su Grado en Astronomía por la Universidad de Harvard, en 1968. 
Después de su trabajo postdoctoral en la Universidad de California, Berkeley, Max se unió al personal científico del Laboratorio Nacional Lawrence Livermore en 1974, trabajando en problemas de física de plasma relacionados con la tecnología de fusión. En 1984, se convirtió en la Directora fundadora de la rama Livermore del Instituto de Geofísica y Físicas Planetarias UC, y en 1995 se convirtió en la Directora de Relaciones Universitarias. En 2001, se unió al profesorado de UC Santa Cruz.
Max es conocida por sus contribuiciones a la teoría de óptica adaptativa como una técnica para reducir las distorsiones ópticas de las imágenes tomadas a través de la atmósfera turbulenta. Este trabajo comenzó en el JASON Defense Advisory Group, al cual se unió en 1983 como la primera mujer miembro. Con sus colegas en JASON, desarrolló la idea de utilizar una estrella guía láser artificial para corregir imágenes astronómicas. Además de continuar desarrollando esta tecnología en el Centro de Óptica Adaptativa, ahora usa la óptica adaptativa para estudiar la galaxia activa así como a los planetas del sistema solar.
Max recibió el Premio E.O. Lawrence en Fñisica por el Departamento de Energía de los Estados Unidos de América en 2004, por sus contribuciones a la teoría de la óptica adaptativa del láser y las aplicaciones de la óptica adaptativa a la astronomía terrestre. Fue seleccionada para la Beca de la Academia Estadounidense de las Artes y las Ciencias en 2002, y también de la Sociedad Física Estadounidense, la Asociación Estadounidense para el Avance de la Ciencia, y el SPIE. Fue elegida para la Academia Nacional de Ciencias de Estados Unidos en 2008.